# Phoebe Ruguru
Phoebe Ruguru (Nakuru, 1997) es una directora, productora de cine, escritora y defensora de los derechos de las mujeres keniana conocida por producir la película 18 Hours, que ganó el premio a la Mejor Película de África en la Africa Magic Viewers' Choice Awards (AMVCA) 2018. En esta categoría nunca había sido nominada una película keniata, marcando un hito doble al ser además la ganadora de esa edición de los premios.
Fue la primera keniana en lograr un premio internacional de cine, con su película Saida que trata sobre la trata de personas y fue íntegramente grabada con un teléfono inteligente iPhone 4s. 
Está comprometida con la igualdad de género y con la visibilidad de las mujeres africanas. Fue invitada a la Cámara de los Lores británica para dar un discurso sobre el Liderazgo de las Mujeres en el marco de los eventos del Día Internacional de la Niña de 2015.

## Primeros años
Phoebe Ruguru nació en Kenia y vivió con sus padres en Nakuru. Se mudó a Limuru con su madre cuando sus padres se divorciaron. Ruguru asistió a la guardería en una pequeña escuela llamada Sunflower y luego fue a la Academia Gramabe en Kabuku, Limuru. Después se trasladó a la St. Peter's Girls Boarding School en Elburgon, Molo, cuando tenía cuatro años y más tarde a la Brook Hill Academy. A los once años marchó a Inglaterra para continuar su formación.
Estudió en el sistema británico de educación avanzada (Advanced Level) en la escuela King's School (The Cathedral), en Peterborough, Reino Unido. Se matriculó a continuación en la Escuela de Estudios Orientales y Africanos (SOAS) de la Universidad de Londres para estudiar la licenciatura en Relaciones Internacionales y Antropología (título combinado).
Se interesó por la carrera en un esfuerzo por desarrollar una comprensión de las diferentes culturas y conceptos que llamaban su atención, como la igualdad a través del empoderamiento de la mujer, la educación, el cine y el desarrollo. Ruguru se graduó en julio de 2018.

## Trayectoria profesional
Como joven triunfadora, su salto a la fama se produjo cuando se convirtió en la primera keniana en ganar un premio internacional en 2014, en el concurso Unchosen Modern Day Slavery Competition, que se celebró en Londres. Su película ‘Saidia' ganó en la categoría de Mejor Dirección Joven. El cortometraje giraba en torno al estudio de un caso de trata de personas. Lo que es aún más interesante es que la  película premiada de bajo presupuesto fue rodada exclusivamente con un iPhone 4s.
En 2017 produjo la película 18 Hours, que ganó el premio a la Mejor Película de África en la Africa Magic Viewers' Choice Awards (AMVCA) 2018. En esta categoría nunca había sido nominada una película keniata, marcando un hito doble al ser además la ganadora de esa edición de los premios.

## Reconocimientos internacionales
En octubre de 2015, con solo 18 años, Ruguru fue elegida como ponente invitada en la Cámara de los Lores británica para dar un discurso sobre el Liderazgo de las Mujeres en el marco de los eventos del Día Internacional de la Niña.
Ha recibido diversos galardones, entre los que destacan:
- Ganadora del Premio "Young Achiever’s Award" en los Women4Africa Awards, Londres, 2016.[8]
- Ganadora del Premio "Young Achiever’s Award" en la Conferencia Europea de las Mujeres Africanas,  Ginebra, 2015.[9]
- Ganadora del Premio "Mejor Película de África" en la Africa Magic Viewers' Choice Awards (AMVCA) 2018.[5]

Ruguru ha escrito además el capítulo "La mente nostálgica de una mujer joven de la diáspora", dentro del libro publicado que hace de altavoz de la experiencia de la diáspora para las mujeres africanas en Europa.